# Kentaro Yabuki
Kentaro Yabuki (矢吹 健太朗, Yabuki Kentarō) (Kochi, 4 de fevereiro de 1980) é um mangaká japonês. Seu mentor foi Takeshi Obata, desenhista de Death Note e Bakuman.
Kentaro Yabuki é mais conhecido pela série Black Cat. Ele também tem um trabalho notável como artista e colaborador na série To Love-Ru. No ultimo capitulo de Black Cat, Kentaro Yabuki escreveu "isto é mais como o fim da primeira parte", e "se a oportunidade aparecer, eu irei começar a escrever Black Cat parte 2". 
Atualmente Kentaro Yabuki faz uma colaboração com Saki Hasemi na continuação de To Love-Ru, a obra " To Love-Ru-Darkness" com 11 volumes encadernados e com o mangá ainda em lançamento atualmente.